# Kundrák Norbert
Kundrák Norbert (Miskolc, 1999. május 18. –) magyar labdarúgó, a Budapest Honvéd játékosa.

## Pályafutása

### Klubcsapatokban
Szülővárosában kezdett futballozni kilencéves korában, a Diósgyőri VTK csapatában. 2013-ban 14 évesen már pályára lépett a DVTK színeiben egy barátságos mérkőzésen, ahol be is talált. Ezután igazolt a Magyar Futball Akadémiához, ahonnan a Ferencváros igazolta le. Itt többnyire az NB III-as tartalékcsapatban és az U19-es korosztályos csapatban kapott lehetőséget. A felnőttek között tétmérkőzésen a Koroncói KSSZE ellen 9–0-ra megnyert kupamérkőzésen mutatkozott be 2016 őszén, ezen a találkozón három gólpasszt adott.
2017-ben a Budafoki MTE ellen 4–2-re megnyert Magyar Kupa elődöntőben kétszer volt eredményes, miközben ez volt élete első profi mérkőzése ahol kezdőként léphetett pályára, majd pályára lépett a kupadöntőben is. 2017 nyarán profi szerződést írt alá a zöld-fehér klubbal.
2017. július 20-án a Midtjylland elleni 3–1-re elveszített Európa-liga selejtező mérkőzésen, mindössze 18 évesen debütált a nemzetközi porondon, Bőle Lukácsot váltotta a 43. percben.
2018 januárjában fél évre a másodosztályú Soroksár SC vette kölcsön. A 2018-2019-es idényt is a másodosztályú csapatnál töltötte, 38 bajnokin tizennégy alkalommal volt eredményes. 2019 nyarán négyéves szerződést írt alá a Debreceni VSC csapatával. Augusztus 31-én, a Kaposvár elleni bajnokin mutatkozott be a debreceni klubnál, a 82. percben váltotta Tőzsér Dánielt. A 2020–2021-es szezon második felét a DEAC-ban töltötte kölcsönben, 16 bajnokin egyszer talált a kapuba. 2021 nyarán súlyos keresztszalag-szakadást szenvedett a DVSC edzésén, így műtét és többhónapos kihagyás várt rá. A 2022–2023-as szezont a másodosztályban töltötte kölcsönben a Szeged-Csanád Grosics Akadémia csapatánál, ahol 29 bajnoki mérkőzésen lépett pályára. 2023 nyarán visszatért nevelőklubjához, az NB II-ben szereplő Budapest Honvédhoz.

### A válogatottban
2017 nyarán meghívást kapott a magyar U21-es válogatottba, a lengyelek elleni felkészülési mérkőzést az ő gólja döntötte el.

### Magánélete
2022. június 16-án családjával egy szomszédját olyan súlyosan bántalmazták, hogy az sokáig járóképtelen volt és leszázalékolták.
Kundrák Norbertet és családját súlyos testi sértés és csoportosan elkövetett garázdaság bűntettében jogerősen elítélték, az egyik férfi elkövetőt egy év hat hónapra, a többieket egy év két hónap börtönbüntetésre ítélték, amit két év próbaidőre felfüggesztettek, a döntés pedig a negyedrendű vádlott december 18-i ítéletével jogerőre emelkedett. 

### Sikerei, díjai
Ferencvárosi TC
- Magyar kupagyőztes: 2017[13]